# Lycopodium jussiaei
Lycopodium jussiaei là một loài thực vật có mạch trong Họ Thạch tùng. Loài này được Desv. ex Poir. mô tả khoa học đầu tiên năm 1814.